# Зверобой шероховатый
Зверобо́й шерохова́тый (лат. Hypericum scabrum) — многолетнее травянистое растение, вид рода Зверобой (Hypericum) семейства Зверобойных (Hypericaceae).

## Ботаническое описание
Травянистое растение. Стебли многочисленные, достигают 17—35 см в высоту, иногда бывают всего 10—15 см в высоту. Основание стебля деревянистое, большей часть округлое, восходящее, прутьевидное, бурого или красноватого цвета. Верхняя часть стебля большей часть ветвистая, шероховатая, покрыта маленькими жёсткими железистыми бородавочками.
Листья сидячие, сизовато цвета, форма ланцетная или продолговато-ланцетная, длина 0,9—2,5 см, ширина 2,5 мм. Листья на бесплодных побегах мелкие, линейной формы, длиной 3—10 мм и шириной 1 мм. Все листья тупые, края завёрнутые, железистые, с верхней части суженные, на кончике с маленьким шипом.
Цветки многочисленные, собраны в густой полузонтичный щиток, длина 3—6 (иногда до 7,5 см), ширина 1,5—6 (до 9) см, в диаметре достигают 5—14 мм. Прицветники продолговатой или продолговато-линейной формы, длиной 1—2 мм и шириной 0,7 мм, островатые, края цельные, иногда с мелкими зубками. Чашечка длиной 2—3 мм и шириной 1—1,5 мм. Доли чашечки неравные, яйцевидной, ланцетной или продолговатой формы, длиной 1—2 мм, шириной 0,5—1,3 мм, тупые, края пленчатые, могут быть как целыми, так и с мелкими зубками, с желёзками или без них. Лепестки жёлтого цвета, продолговатой формы, длиной 6—8 мм и шириной 2—4 мм, основание вытянутое в форме ноготка. Тычинки немногочисленные, собраны в 3 пучка, в каждом из которых по 6—10 тычинок. Число хромосом 2n = 24, 28 или 48.
Завязь яйцевидной формы, длиной 2,5 мм. Столбиков 3, удлинённые, длиннее чем завязь в 2 раза. Коробочка продолговато-овальной или продолговато-яйцевидной формы, длиной 7 мм и шириной 2—4 мм, превышает по размерам чашечку в 3 раза, островатая, коричневого цвета, с продольными бороздами. Семена мелкие, длиной 1,5 мм, овально-цилиндрической формы, коричневого цвета. Цветение длится с мая по июль. Плодоношение происходит в августе-сентябре.
Вид описан из Саудовской Аравии.

## Экология и применение
Зверобой шероховатый произрастает на сухих каменистых склонах или скалах с бедной растительностью, горных степях, совместно с такими растениями, как шиповник и арча.
Лекарственное растение, в лечебных целях используются стебель, листья и цветки. Применяется в народной медицине как лекарство для лечения различных органов от разнообразных заболеваний. Это растение помогает при заболеваниях печени, сердца, желудка, мочевого пузыря. Из травы зверобоя шероховатого при добавлении сливочного масла изготавливают пластырь, который накладывают к ранам при ушибах, к язвам, фурункулам, при заболевании маститом. Цветки добавляют чай, который пьют при заболевании желтухой. 10-процентная настойка из цветков зверобоя шероховатого обладает бактерицидным эффектом против таких заболеваний как золотистый стафилококк, кишечная палочка, стрептококк.
Также применяется человеком как красильное растение. Из зверобоя шероховатого можно получить краску жёлтого, красного и розового окрасов.

## Химический состав
Зверобой шероховатый содержит эфирное масло, алкалоиды, витамин C, каротин, рутин, кверцетин, гиперин, мирицетин, авикулярин, флороглюцин, дубильные вещества, катехины. В корне этого растения содержатся алкалоиды, в соцветиях обнаружен витамин P.

## Распространение
Зверобой шероховатый распространён в Афганистане, Иране, Ираке, Сирии, Турции, Армении, Азербайджане, Грузии, России (Алтай), Казахстане, Туркменистане, Таджикистане, Узбекистане, Пакистане, Китае.

## Классификация
Вид Зверобой шероховатый входит в род Зверобой (Hypericum) семейство Зверобойные (Hypericaceae).
|  |                  |  |                     |                          |                          |  | ещё 45 порядков покрытосеменных (согласно Системе APG II) | ещё 45 порядков покрытосеменных (согласно Системе APG II) |                                           |  |  |  | ещё 9 родов        | ещё 9 родов              |  |  |
|  |                  |  |                     |                          |                          |  | ещё 45 порядков покрытосеменных (согласно Системе APG II) | ещё 45 порядков покрытосеменных (согласно Системе APG II) |                                           |  |  |  | ещё 9 родов        | ещё 9 родов              |  |  |
|  |                  |  |                     | отдел Цветковые растения |                          |  |                                                           |                                                           | семейство Зверобойные                     |  |  |  |                    | вид Зверобой шероховатый |  |  |
|  |                  |  |                     | отдел Цветковые растения |                          |  |                                                           |                                                           | семейство Зверобойные                     |  |  |  |                    | вид Зверобой шероховатый |  |  |
|  | царство Растения |  |                     |                          | порядок Мальпигиецветные |  |                                                           |                                                           | род Зверобой                              |  |  |  |                    |                          |  |  |
|  | царство Растения |  |                     |                          |                          |  |                                                           |                                                           |                                           |  |  |  |                    |                          |  |  |
|  |                  |  | ещё около 21 отдела | ещё около 21 отдела      |                          |  |                                                           | ещё 36 семейств (согласно Системе APG II)                 | ещё 36 семейств (согласно Системе APG II) |  |  |  | ещё около 60 видов |                          |  |  |
|  |                  |  |                     | ещё около 21 отдела      |                          |  |                                                           |                                                           | ещё 36 семейств (согласно Системе APG II) |  |  |  |                    |                          |  |  |